# Audi RS6
Audi RS6 — п'ятимісний спортивний автомобіль, який виготовляє німецька компанія Audi на основі серійних моделей з 2002 року.

## Audi RS6 C5 (2002—2004)

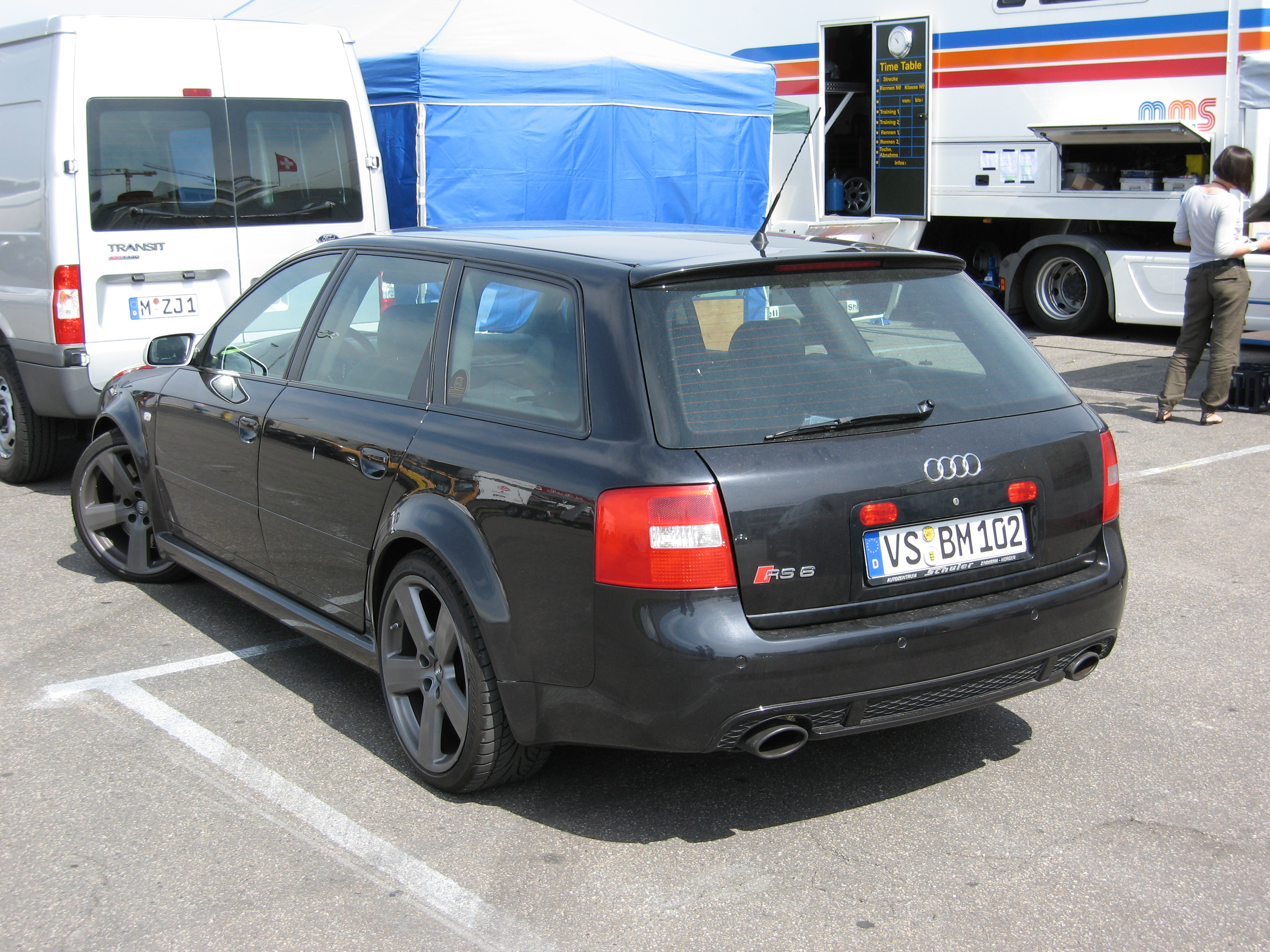
Audi RS6 C5 Avant

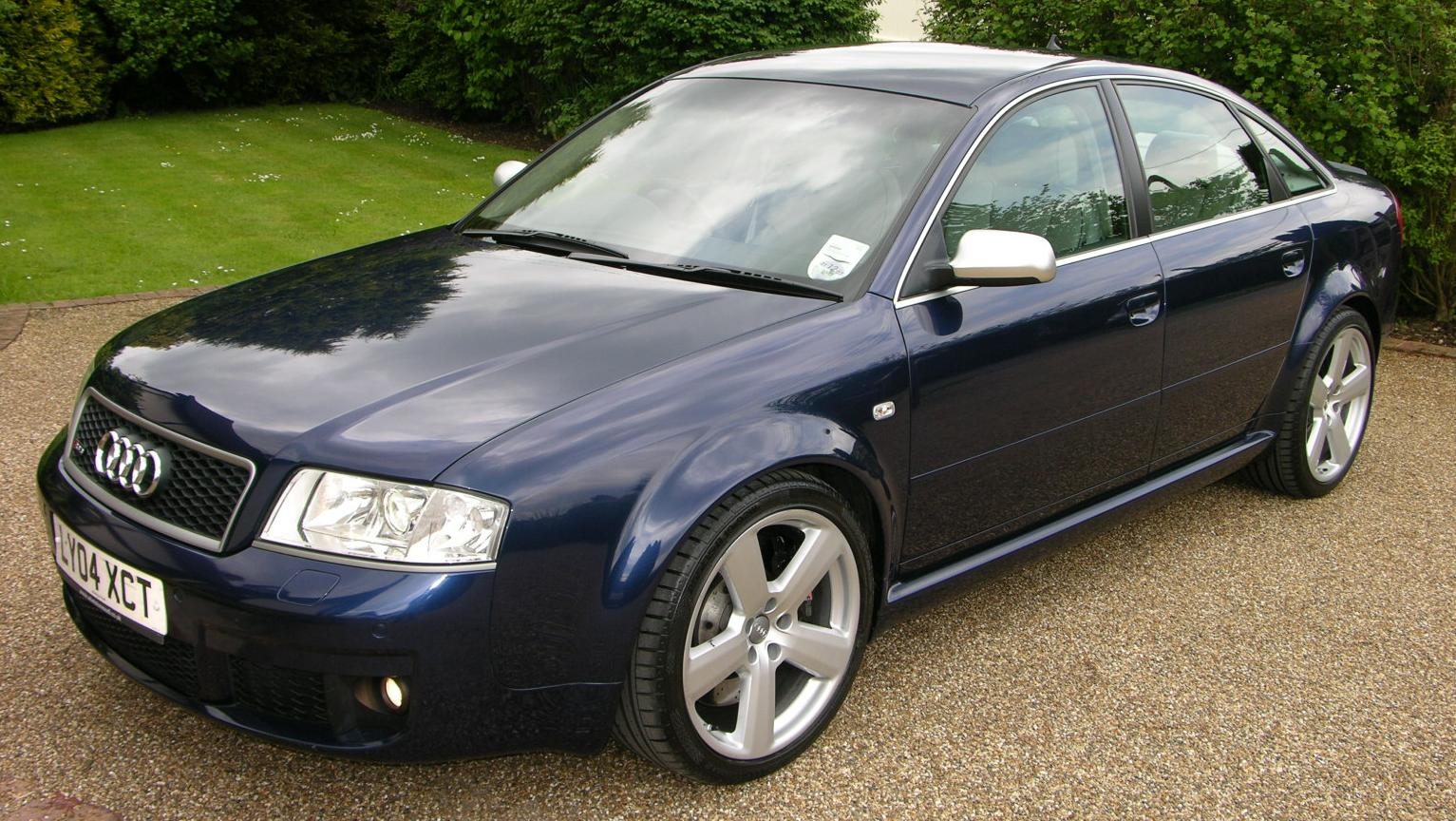
Audi RS6 C5

У 2002 році RS6 став першим седаном, що отримав червоний «прапорець». Величезна і не найлегша машина (1840 кг) розганялася до 100 км/год за 4,9 секунди. Автомобіль отримав повнопривідну трансмісію quattro, 5-ст. АКПП і бі-турбований V8 об'ємом 4,2 літра, який розвивав значні 450 к. с. і 560 Н·м крутного моменту.
У квітні 2004 року виготовили 999 автомобілів RS6 plus з двигуном 4,2 л V8 бі-турбо 480 к. с., 560 Н·м.

## Audi RS6 C6 (2007—2010)

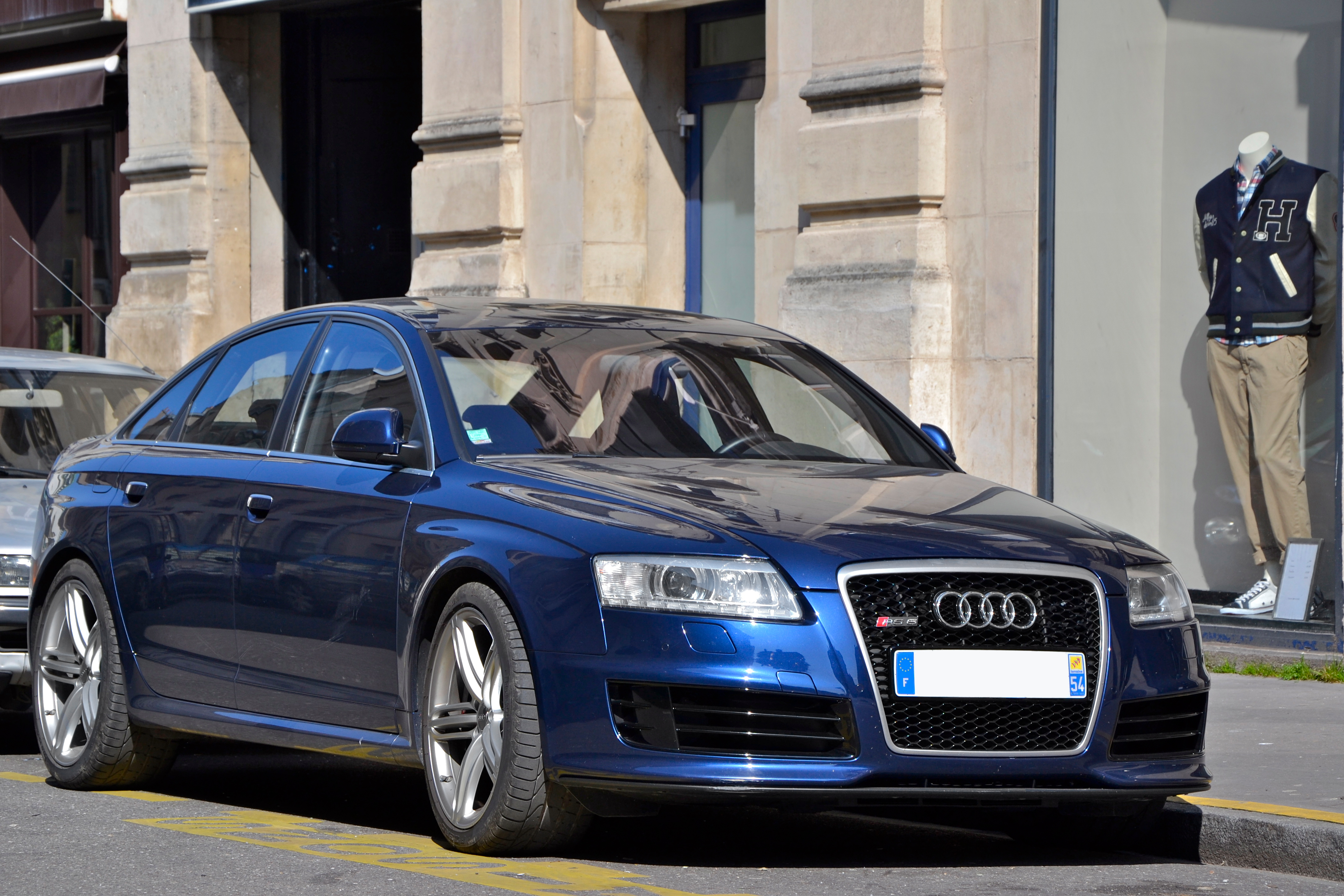
Audi RS6 C6

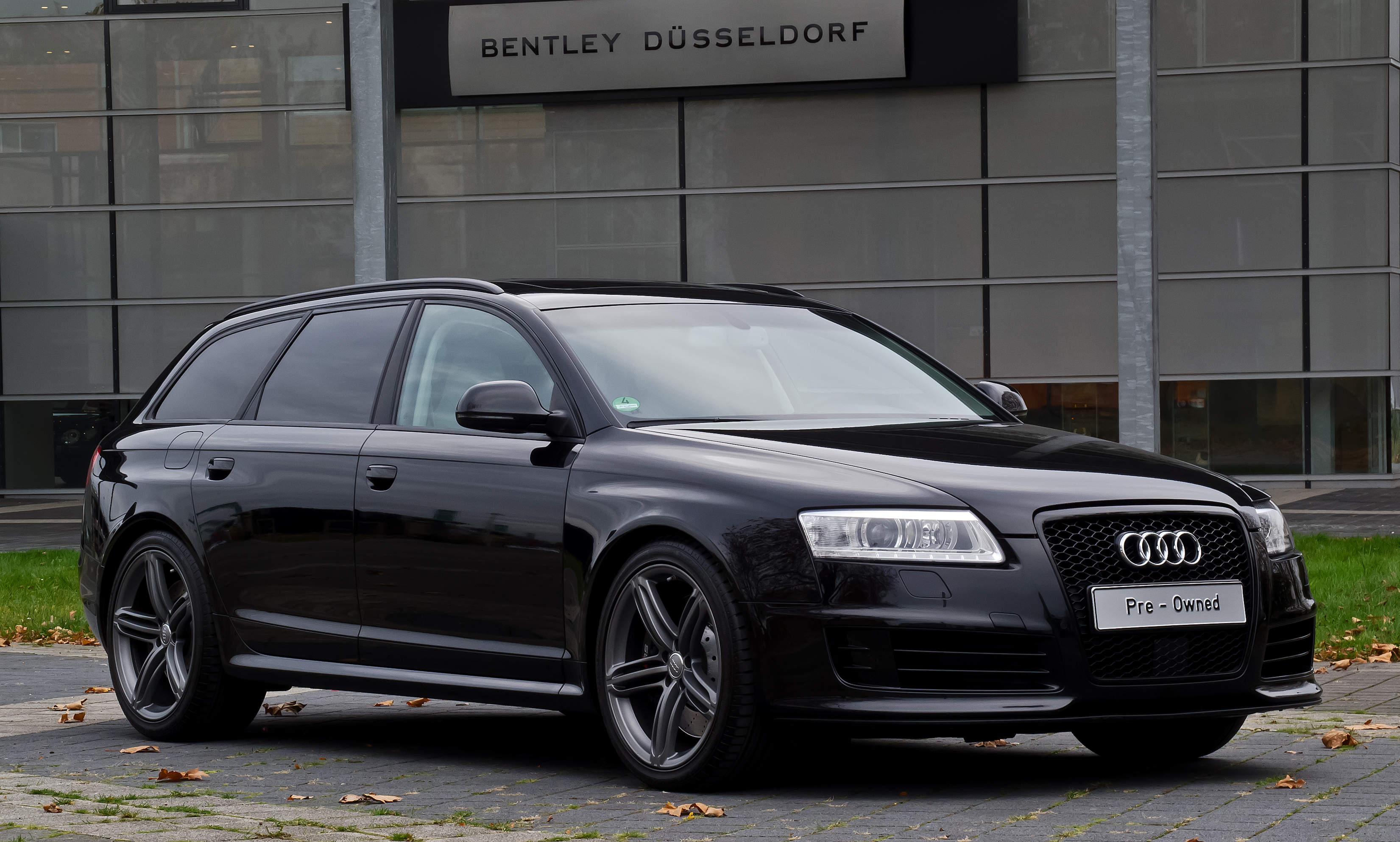
Audi RS6 C6 Avant

У 2007 році на автосалоні у Франкфурті Audi зірвала покривало з нової RS6 (заводський індекс C6). Автомобіль отримав бензиновий двигун 5,0 л V10, дві турбіни, 580 кінських сил і крутний момент 650 Н·м. 6-ст. автоматична коробка передач, повнопривідна трансмісія quattro. Розгін до 100 км/год седана складає 4,5 с, універсала Avant 4,6 с.
Audi RS 6 седан двічі встановив рекорд швидкості на льоду на шинах Nokian зі знятим обмежувачем швидкості, у березні 2011 року розвинувши швидкість 331,61 км/год на Ботнічній затоці, а 9 березня 2013 року побив власний рекорд розвинувши 335,7 км/год.

## Audi RS6 C7 (2013–2018)

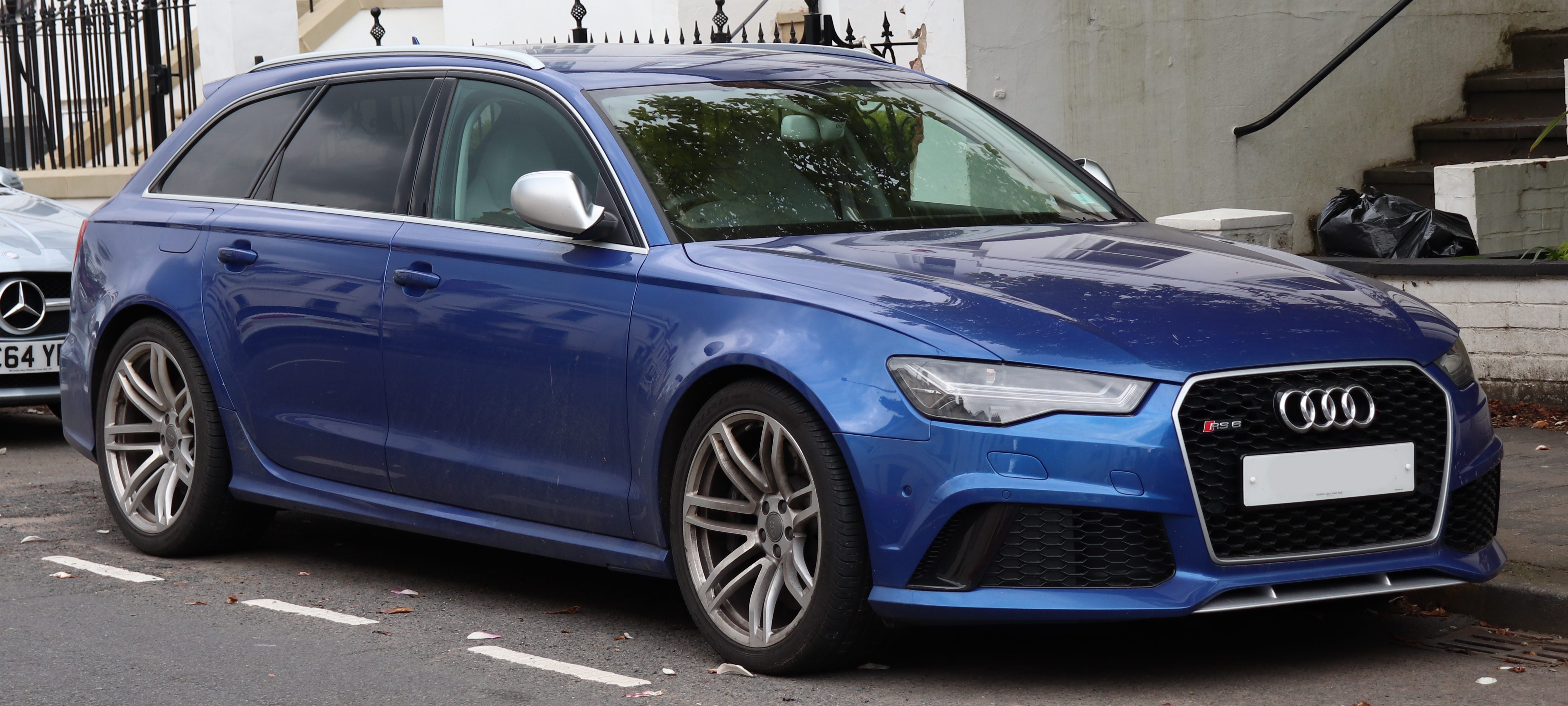
Audi RS6 C7

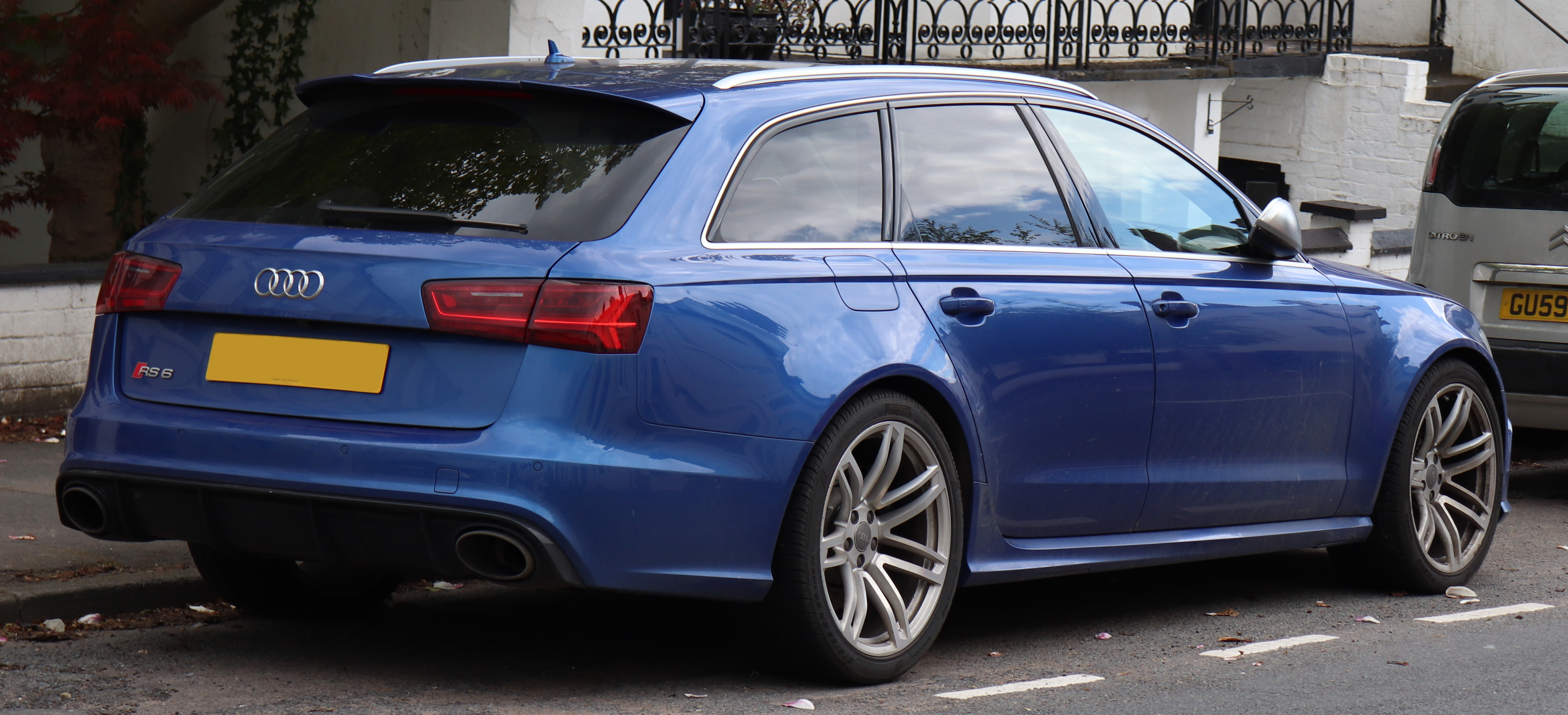
Audi RS6 C7

5 грудня 2012 року компанія Audi представила нове покоління моделі RS6 в кузові універсал. Серійне виробництво та продаж почалось у 2013 році. Автомобіль обладнаний TFSI-двигуном V8 об'ємом 4,0 л із двома турбокомпресорами. Номінальна потужність при цьому знизилась на 20 к. с. (560 сил замість колишніх 580), але машина при стартовому прискоренні від нуля до 100 км/год стала на 0,7 с швидшою (3,9 с проти 4,6). Крутний момент зріс до 700 Н·м при 1750—5500 об/хв.
Салон Audi RS 6 відповідає параметрам довершеності. Увагу було приділено найдрібнішому шву. Як і очікувалось від автомобіля такого рівня, майже скрізь у салоні зустрічається вуглецеве волокно. Сидіння забезпечують максимальну підтримку. RS 6 має шкіряний інтер'єр та дуже приємні на дотик матеріали оздоблення. Він запропонує чимало простору, тому п'ятеро людей зможуть зручно розміститись. Загалом, RS 6 належить до зовсім іншої категорії автомобілів, яка втілює параметри автомобільної вишуканості. До бази усіх моделей входять: автоматичний клімат-контроль, сучасна аудіо система BOSE, жорстка спортивна підвіска, 18-дюймові литі диски коліс, система антиблокувальних гальм та система розподілу гальмівних зусиль.

### Спеціальні серії
- Audi RS 6 Avant performance — версія зі збільшеною потужністю 605 к. с., розгін до 100 км/год скорочений до 3,7 с.
- Audi RS 6 Avant performance Nogaro Edition — спеціальна версія тиражем 150 одиниць випущена на честь Audi RS 2 Avant модифікована Abt Sportsline і виконана в кольорі Nogaro Blue. Потужність збільшена до 705 к. с., максимальна швидкість 320 км/год.

## Audi RS6 C8 (з 2019 року)

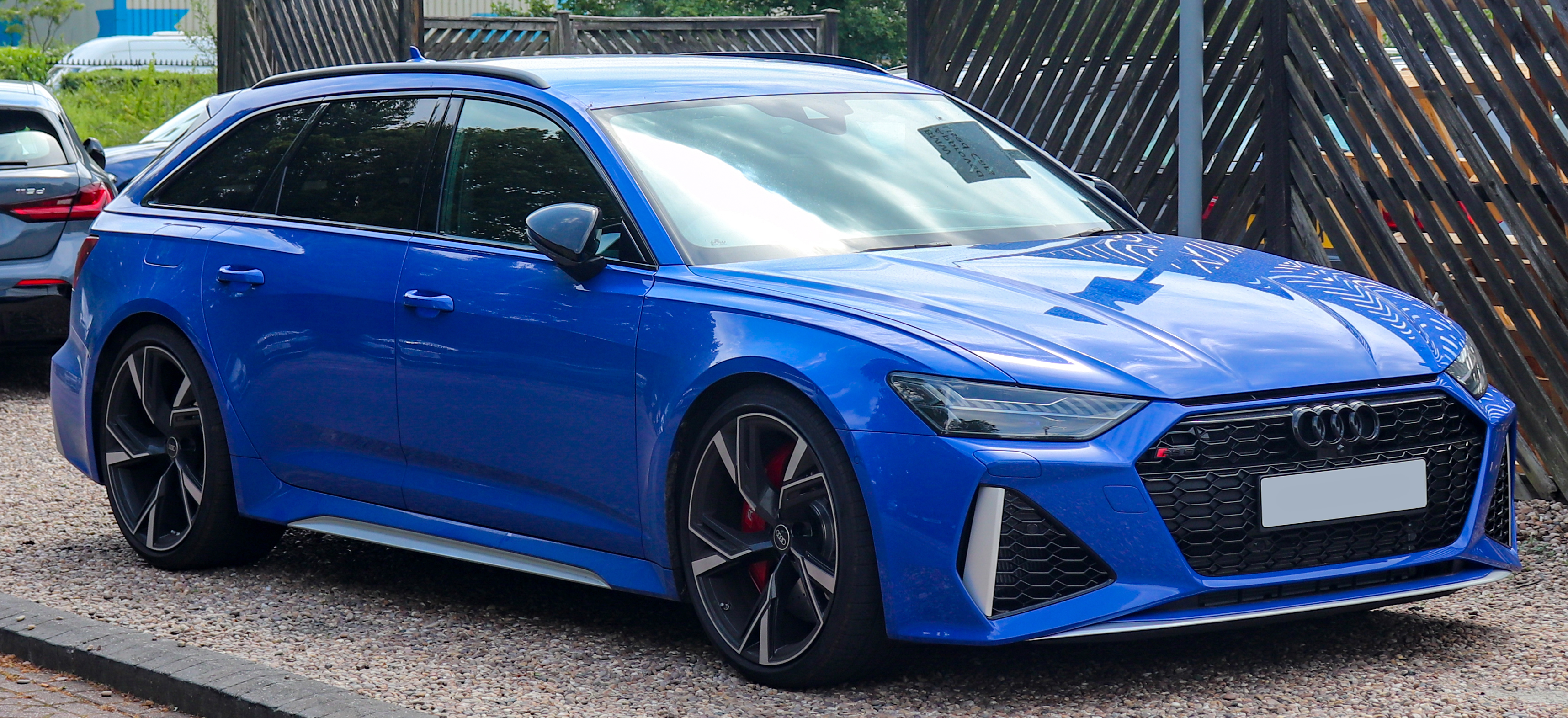
Audi RS6 C8

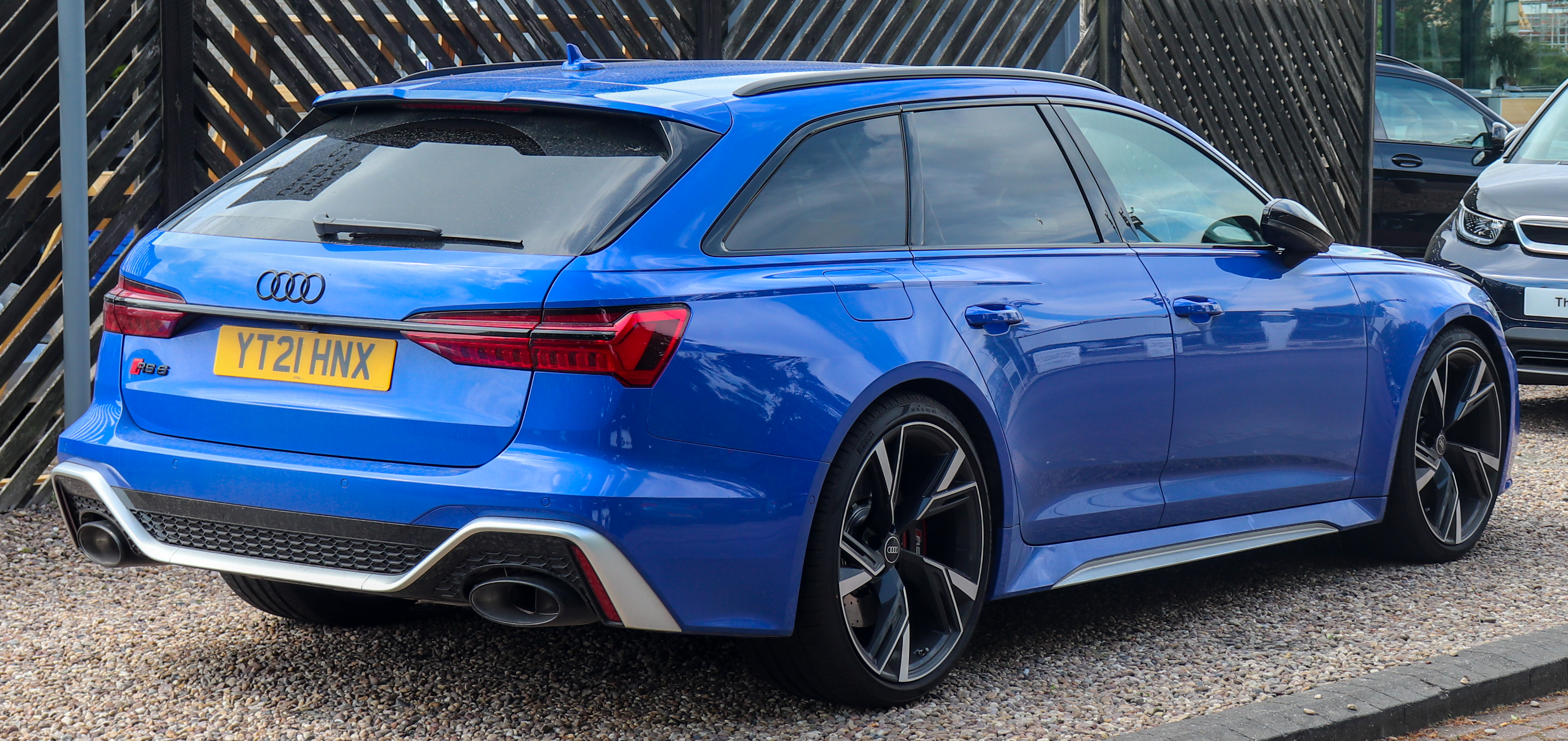
Audi RS6 C8

Audi RS6 (C8) був показаний в серпні 2019 року, двигун V8 4,0 потужністю 600 к. с. 800 Н·м, з технологією «м'якого гібрида». У трансмісії — 8-ступеневий гідротрансформатор компанії ZF та повний привід quattro з механічним самоблоком. Розганяється такий автомобіль 0—100 км/год за 3,6 с. Максимальна швидкість — 250/280/305 км/год (опціонально).
Уже в базі RS6 має пневмопідвіску, активний задній диференціал і вісь, що підрулює. За доплату — адаптивні амортизатори DRC (Dynamic Ride Control).
Версія купе називається Audi RS7.

### Двигуни
- 4.0 L TTFSI V8 600 к.с. 800 Н·м
- 4.0 L TTFSI V8 630 к.с. 850 Н·м (RS6 Performance)